# Yorii
Yorii (jap. 寄居町 Yorii-machi) – miasto w Japonii, na wyspie Honsiu, w prefekturze Saitama. Według danych na rok 2020 miejscowość zamieszkiwało 32 374 mieszkańców , a gęstość zaludnienia wyniosła 503,9 os./km².